# Kolozsma
A kolozsma magyar népszokás szerint a keresztanya ajándéka a gyermekágyas asszonynak. Ismerték korozsma, kilozsna, kolozsna neveken is. Nevét tévesen származtatták a krizmából.
Régen nyers vászon, a frissen keresztelt csecsemő takarója. A dévai csángók között pántlikás gyertyaszál gyolcsba csavarva. Székelyföldön az unitáriusoknál az ajándék hengeres, fából készült palavesszőtartó tok. Az Őrségben ruhába kötött tányér, rajta egy pohár bor.